# The House of Illustrious
The House of Illustrious fue lanzado el 26 de noviembre de 2012, en formato boxset conteniendo toda la discografía oficial más algunas rarezas de Illustrious Company, el proyecto conformado por Vince Clarke y Martyn Ware.

## Lista de temas
| Disco 1 (CD) |                           |              |          |  |
| N.º          | Título                    | Escritor(es) | Duración |  |
| 1.           | «The 4th Place»           | Clarke/Ware  | 63:26    |  |
| 2.           | «The Game of Their Lives» | Clarke/Ware  | 07:45    |  |

| Disco 2 (CD) |                        |              |          |  |
| N.º          | Título                 | Escritor(es) | Duración |  |
| 1.           | «Knots Pt 1»           | Clarke/Ware  | 4:53     |  |
| 2.           | «Knots Pt 2»           | Clarke/Ware  | 3:59     |  |
| 3.           | «Knots Pt 3»           | Clarke/Ware  | 3:59     |  |
| 4.           | «Knots Pt 4»           | Clarke/Ware  | 4:11     |  |
| 5.           | «Knots Pt 5»           | Clarke/Ware  | 4:49     |  |
| 6.           | «Transparent Mirrors»  | Clarke/Ware  | 10:42    |  |
| 7.           | «Virtual Wishing Tree» | Clarke/Ware  | 14:39    |  |
| 8.           | «On Public Display»    | Clarke/Ware  | 9:25     |  |

| Disco 3 (CD) |                    |                         |          |  |
| N.º          | Título             | Escritor(es)            | Duración |  |
| 1.           | «New Ages of Man»  | Ware/Asa Bennett        | 6:12     |  |
| 2.           | «Town and Country» | Martyn Ware             | 14:33    |  |
| 3.           | «Helios Suite»     | Clarke/Ware/Asa Bennett | 10:00    |  |
| 4.           | «Imagine a World…» | Clarke/Ware             | 16:00    |  |
| 5.           | «Timepiece»        | Clarke/Ware             | 16:00    |  |

| Disco 4 (CD) |         |                  |          |  |
| N.º          | Título  | Escritor(es)     | Duración |  |
| 1.           | «Shine» | Ware/Asa Bennett | 61:00    |  |

| Disco 5 (CD) |                                  |                  |          |  |
| N.º          | Título                           | Escritor(es)     | Duración |  |
| 1.           | «Everytime I See the Sea…»       | Ware/Asa Bennett | 11:37    |  |
| 2.           | «Diaspora Magnet»                | Ware/Asa Bennett | 12:09    |  |
| 3.           | «Tokyo Soundscape»               | Martyn Ware      | 02:17    |  |
| 4.           | «Vegas»                          | Clarke/Ware      | 6:26     |  |
| 5.           | «2007 FPS A London Conversation» | Martyn Ware      | 06:54    |  |
| 6.           | «Ghost Machine»                  | Ware/Asa Bennett | 10:03    |  |

| Disco 6 (CD) |                 |                         |          |  |
| N.º          | Título          | Escritor(es)            | Duración |  |
| 1.           | «Starbirth»     | Clarke/Ware/Asa Bennett | 23:08    |  |
| 2.           | «Futurescape 1» | Clarke/Ware             | 08:38    |  |
| 3.           | «Futurescape 2» | Clarke/Ware             | 08:46    |  |
| 4.           | «Futurescape 3» | Clarke/Ware             | 08:37    |  |
| 5.           | «New City»      | Clarke/Ware             | 07:22    |  |

| Disco 7 (CD) |                         |                  |          |  |
| N.º          | Título                  | Escritor(es)     | Duración |  |
| 1.           | «SoundLife London»      | Ware/Asa Bennett | 30:00    |  |
| 2.           | «Kubla Khan Soundscape» | Ware/Asa Bennett | 03:13    |  |
| 3.           | «Feelosophy»            | Ware/Asa Bennett | 24:33    |  |

| Disco 8 (CD) |                         |              |          |  |
| N.º          | Título                  | Escritor(es) | Duración |  |
| 1.           | «The Sound of Diamonds» | Martyn Ware  | 17:46    |  |
| 2.           | «Sparking Reaction»     | Clarke/Ware  | 24:00    |  |
| 3.           | «Remote Experiments»    | Martyn Ware  | 05:42    |  |

| Disco 9 (CD):Pretentious |                                                                                       |              |          |  |
| N.º                      | Título                                                                                | Escritor(es) | Duración |  |
| 1.                       | «Music for Multiple Dimensions [Initiationcommunicationtraveltechnologypanicrelease]» | Clarke/Ware  | 14:17    |  |
| 2.                       | «Open Our Eyes»                                                                       | Clarke/Ware  | 07:52    |  |
| 3.                       | «Too Deep For Tears»                                                                  | Clarke/Ware  | 09:24    |  |
| 4.                       | «I Think I'm In Love»                                                                 | Clarke/Ware  | 09:01    |  |
| 5.                       | «The East Is Falling»                                                                 | Clarke/Ware  | 09:35    |  |
| 6.                       | «Wilderness/Turbulence»                                                               | Clarke/Ware  | 08:01    |  |
| 7.                       | «Disappearing Breakthroughs»                                                          | Clarke/Ware  | 06:39    |  |
| 8.                       | «The Light Far Away»                                                                  | Clarke/Ware  | 07:43    |  |

| Disco 10 (CD):Spectrum Pursuit Vehicle |                                   |              |          |  |
| N.º                                    | Título                            | Escritor(es) | Duración |  |
| 1.                                     | «White [you are in heaven]»       | Clarke/Ware  | 12:37    |  |
| 2.                                     | «Yellow [you are on a beach]»     | Clarke/Ware  | 12:01    |  |
| 3.                                     | «Red [you are in the womb]»       | Clarke/Ware  | 12:39    |  |
| 4.                                     | «Blue [you are underwater]»       | Clarke/Ware  | 12:20    |  |
| 5.                                     | «Green [you are in a forest]»     | Clarke/Ware  | 12:03    |  |
| 6.                                     | «White [you are in heaven again]» | Clarke/Ware  | 12:15    |  |

## Datos técnicos
- Programación: Vince Clarke y Martyn Ware.
- Mezclado en: Institute of Sonology, Primrose Hill, Londres por Asa Bennett y Martyn Ware.
- Ingeniero: Asa Bennett en Brixton Artspace Studios.
- Diseño: Martyn Ware, Malcolm Garret y Tim Milne.